# 盐桦
盐桦（学名：Betula halophila）是桦木科桦木属的多年生落叶小乔木或灌木，是中国的特有植物。分布在中国大陆的新疆等地，生长于海拔1,500米的地区，多生于沼泽地，目前尚未由人工引种栽培。
盐桦曾被国际自然保护联盟视作受威胁的独立物种，但现时其被列为小叶桦的异名。